# Johannes Maikranz
Johannes Maikranz (* 18. April 1988 in Emmendingen) ist ein deutscher Jazz- und Fusionmusiker (Gitarre, Komposition, Arrangement).

## Leben und Wirken
Maikranz wurde in der Familie vor allem durch klassische Musik geprägt und sollte zunächst Cello lernen. Er erhielt im Alter von sechs Jahren ersten Schlagzeugunterricht; mit neun Jahren wechselte er zur Gitarre. Nach weiterem Unterricht spielte er bereits als Schüler in lokalen Jazzbands; mit 14 Jahren erhielt er einen 1. Preis beim Landeswettbewerb Jugend jazzt in Baden-Württemberg.
Nach einem sechsmonatigen Aufenthalt in Rio de Janeiro studierte er von 2008 bis 2013 Gitarre an der Hochschule für Musik Basel bei Wolfgang Muthspiel (Bachelor of Arts und Master-Abschluss). Während des Studiums begann er sich intensiv mit Arrangement und Komposition auseinanderzusetzen und erhielt Unterricht bei Ed Partyka, Django Bates, Aydın Esen und Qiming Yuan.
2010 gründete er das 14-köpfige Ensemble Sound Expedition, für das er komponierte und arrangierte. Er wirkte in diversen Bands als Begleiter, etwa in den Bigbands von Tobias Becker (Life Stream) und Jonas Winterhalter (Eleven Things To Say), der Schweizer Popband Mantocliff und im Duo mit Cécile Verny. 2013 gründete er sein Sextett, dessen Debütalbum 2015 erschien; mit seinem 2015 gegründeten großformatigen Zeitbloom Orchestra veröffentlichte er 2017 das Album Someone Is Following bei Enja. 2018 wurde er mit dem Preis des Zelt-Musik-Festivals ausgezeichnet.
Als Yoomcircle veröffentlichte er das Indiepop-Album Nomad, auf dem er auch sang und sämtliche Instrumente selbst einspielte.

## Diskographische Hinweise
- Johannes Maikranz Sextett 6/1 (Mons Records 2015, mit Andreas Böhlen, Lou Lecaudey, Hans Feigenwinter, Roberto Koch, Jan Schwinning)
- Mantocliff Umbilical (Radicalis Music 2016, mit Nives Onori, Jan Sutter, Raphael Rossé, Victor Rossé, Michael Anklin)[4]
- Johannes Maikranz Zeitbloom Someone Is Following feat. Aydın Esen (Enja 2017, mit Charles Wagner, Christoph Herrmann, Marc Hood, Alessandro Viotti, Lars Bausch, Adrian Kleinlosen, Lou Lecaudey, Andreas Böhlen, Niko Seibold, Fabian Willmann, Lucas Rössner, Roberto Koch, Arthur Hnatek, sowie Esther Sévérac)[5]
- Cécile Verny & Johannes Maikranz Mein Liedgut (GLM 2019)
- Yoomcircle Nomad (twofournine 2024)